# Manbuta devia
Manbuta devia är en fjärilsart som beskrevs av Walker 1865. Manbuta devia ingår i släktet Manbuta och familjen nattflyn. Inga underarter finns listade i Catalogue of Life.